# Jonathan Tokplé
Jonathan Tokplé, né le 29 juillet 1986 à Sarcelles, est un footballeur international togolais des années 2000, évoluant au poste de défenseur.

## Biographie
Jonathan Tokplé reçoit trois sélections en équipe du Togo entre 2006 et 2009 (deux officielles et une non reconnue par la FIFA). Il joue son premier match en équipe nationale le 7 janvier 2006, en amical contre la Guinée (défaite 0-1). Il joue son dernier match le 14 octobre 2009, en amical contre le Japon (défaite 5-0).

## Statistiques

### En sélection
| Matchs de Jonathan Tokplé en sélection | Matchs de Jonathan Tokplé en sélection | Matchs de Jonathan Tokplé en sélection        | Matchs de Jonathan Tokplé en sélection | Matchs de Jonathan Tokplé en sélection | Matchs de Jonathan Tokplé en sélection | Matchs de Jonathan Tokplé en sélection |
| -------------------------------------- | -------------------------------------- | --------------------------------------------- | -------------------------------------- | -------------------------------------- | -------------------------------------- | -------------------------------------- |
| -                                      | Date                                   | Lieu                                          | Adversaire                             | Résultat                               | Compétition                            |                                        |
| 1                                      | 7 janvier 2006                         | Stade Henri Longuet, Viry-Châtillon (France)  | Guinée                                 | 0-1                                    | Amical                                 |                                        |
| 2                                      | 11 janvier 2006                        | Stade Mustapha-Ben-Jannet, Monastir (Tunisie) | Ghana                                  | 1-0                                    | Amical non officiel                    |                                        |
| 3                                      | 14 octobre 2009                        | Miyagi Stadium, Rifu (Japon)                  | Japon                                  | 0-5                                    | Amical                                 |                                        |